# Три крапки
Крапки́, або три кра́пки (…; також трикрапка чи багатокрапка) — розділовий знак у вигляді трьох поставлених поряд крапок, яким позначають на письмі незакінченість або перерваність висловлення, а також пропуски у тексті.

## Історія використання
Три крапки засвідчують уже деякі давньоруські писемні пам'ятки, але їхня роль у них зводилася до відокремлення слів і більших відрізків тексту один від одного. У цьому ж плані зрідка відбивають цей знак і староукраїнські писемні джерела. Починаючи від «Енеїди» Івана Котляревського, поступово розширюється вживання трьох крапок у значенні, близькому до сучасного.
У письмі вживаються також для позначення сильних емоцій, зворушення, уривчастості мови від хвилювання.
Трьома крапками позначають пропуск у цитаті, а також коли цитата береться з середини речення, або коли цитоване речення наводиться не до кінця.
Може вживатися наприкінці речення разом зі знаком оклику (!..) — незакінчене окличне речення або знаком питання (?..) — незакінчене питальне речення. У цьому разі ставиться знак питання або знак оклику та дві крапки вряд.

## Кодування
В HTML (кодування ISO-8859-1 and Windows-1252) існує спеціальний окремий символ три крапки: …(& # 8230;) (англ. horizontal ellipsis).